# India Eisleyová
India Joy Eisleyová (* 29. října 1993 Los Angeles, Kalifornie) je americká herečka. Její matkou je herečka Olivia Hussey a otcem David Glen Eisley, zpěvák rockové skupiny Giuffria.
Debutovala jako desetiletá menší rolí v italském televizním filmu Matka Tereza – Pero v Boží ruce, v roce 2005 se představila po boku své matky v hororu Headspace. Úspěch zaznamenala v roli Ashley v seriálu Tajný život amerických teenagerů, hrála také ve filmu Underworld: Probuzení roku 2012, první hlavní roli dostala ve filmu Kite, který je remakem stejnojmenné japonské anime.

## Filmografie

### Film
| Rok  | Název                           | Role                       | Poznámky |
| ---- | ------------------------------- | -------------------------- | -------- |
| 2003 | Matka Tereza - Pero v Boží ruce | Angličanka                 |          |
| 2005 | Headspace                       | Martha                     |          |
| 2012 | Underworld: Probuzení           | Eve                        |          |
| 2014 | Kite                            | Sawa                       |          |
| 2015 | Společenská sebevražda          | Julia                      |          |
| 2016 | Prokletí spící panny            | Briar Rose/Šípková Růženka |          |
| 2016 | Amerigeddon                     | Penny                      |          |
| 2017 | Clinical                        | Nora Green                 |          |
| 2017 | Adolescence                     | Alice                      |          |
| 2018 | Look Away                       | Maria                      |          |

### Televize
| Rok       | Název                                    | Role            | Poznámky              |
| --------- | ---------------------------------------- | --------------- | --------------------- |
| 2008–2013 | The Secret Life of the American Teenager | Ashley Juergens | hlavní role, 120 dílů |
| 2014      | Dokonalá chůva                           | Heather Lambert | TV film               |
| 2016      | My Sweet Audrina                         | Audrina Adare   | TV film               |
| 2019      | I Am the Night                           | Fauna Hodel     | hlavní role           |